# Liste öffentlicher Kneipp-Anlagen im Landkreis Heidenheim
In der Liste öffentlicher Kneipp-Anlagen im Landkreis Heidenheim sind öffentliche Kneipp-Anlagen für Orte, die zum Landkreis Heidenheim in Baden-Württemberg gehören, aufgeführt. Sie ist primär nach Orten sortiert, unabhängig davon, ob es sich um Ortsteile, Gemeinden oder Städte handelt. Kneipp-Anlagen können laut Kneipp-Bund in Form von Wassertretanlagen oder Armbecken vorliegen und unterliegen grundsätzlich nicht der Trinkwasserverordnung. Kneipp-Anlagen werden häufig künstlich angelegt. Daneben gibt es in den natürlichen Verlauf von Fließgewässern eingebettete Wassertretstellen. Kneippen ist eine Behandlungsmethode der Hydrotherapie, die auf der Grundlage von Sebastian Kneipp angewendet wird. Hierbei wird in kaltem Wasser auf der Stelle geschritten. In Armbecken werden die Arme bis zur Mitte der Oberarme ins kalte Wasser getaucht. Die Liste erhebt keinen Anspruch auf Vollständigkeit.

## Kneipp-Anlagen im Landkreis Heidenheim
Derzeit sind im Landkreis Heidenheim neun öffentliche Kneipp-Anlagen erfasst (Stand: 13. Sept. 2022):
| Bild                                        | Ort                     | Beschreibung                                                            | ↴ Zufluss / ↳ Abfluss | Standort          |
| ------------------------------------------- | ----------------------- | ----------------------------------------------------------------------- | --------------------- | ----------------- |
| (weitere Bilder)                            | Anhausen                | Kneipp-Anlage bei der Riedmühle bei Herbrechtingen-Anhausen am Mühlwert | ↴↳ Brenz              | ⊙ Anhauser Straße |
|                                             | Ballmertshofen          | Kneipp-Anlage Dischingen-Ballmertshofen                                 |                       | ⊙                 |
|                                             | Burgberg                | Kneipp-Anlage in Giengen an der Brenz-Burgberg                          |                       | ⊙                 |
|                                             | Dischingen              | Kneipp-Anlage Dischingen                                                |                       | ⊙ Härtsfeldbahn   |
| Kneipp-Anlage Giengen (Brenz)               | Giengen                 | Kneipp-Anlage Giengen an der Brenz, Bahnhofstraße, mit Armbecken.       | ↴↳ Brenz              | ⊙ Bahnhofstr.     |
|                                             | Heidenheim an der Brenz | Kneipp-Anlage Heidenheim an der Brenz                                   | ↴↳ Brenz              | ⊙ Brenzpark       |
| Kneipp-Anlage Herbrechtingen (Sportzentrum) | Herbrechtingen          | Kneipp-Anlage Herbrechtingen am Bibrissportzentrum                      |                       | ⊙ Baumschulenweg  |
|                                             | Königsbronn             | Kneipp-Anlage am Brenztopf bei Königsbronn                              | ↴ Brenztopf / ↳ Brenz | ⊙                 |
|                                             | Mergelstetten           | Kneipp-Anlage Mergelstetten                                             | ↴ Ötterlesbrunnen     | ⊙                 |